# Переддобрудзька нафтогазоносна область
Переддобрудзька нафтогазоносна область — належить до Південного нафтогазоносногу регіону України.
Включає:
- Східно-Саратське нафтове родовище
- Жовтоярське нафтове родовище